# Ферндејл (Мичиген)
Ферндејл (Мичиген) (енгл. Ferndale) град је у америчкој савезној држави Мичиген. По попису становништва из 2010. у њему је живело 19.900 становника.

## Демографија
Према попису становништва из 2010. у граду је живело 19.900 становника, што је 2.205 (10,0%) становника мање него 2000. године.
| Група             | 2000.          | 2010.          |
| Белци             | 19.971 (90,3%) | 16.477 (82,8%) |
| Афроамериканци    | 757 (3,4%)     | 1.901 (9,6%)   |
| Азијати           | 292 (1,3%)     | 266 (1,3%)     |
| Хиспаноамериканци | 399 (1,8%)     | 554 (2,8%)     |
| Укупно            | 22.105         | 19.900         |